# Сишуба, Аянда
Аянда́ Сишуба́ (фр. Ayanda Sishuba; родился 2 февраля 2005, Турне) — бельгийский футболист, атакующий полузащитник французского клуба «Ренн».

## Клубная карьера
Выступал за молодёжные команды бельгийского клуба «Мускрон» и французских клубов «Лилль» и «Ланс». В декабре 2021 года подписал свой первый профессиональный контракт с «Лансом».
2 сентября 2023 года дебютировал во французской Лиге 1, выйдя на замену в матче против «Монако».

## Карьера в сборной
Выступал за сборные Бельгии до 17, до 18 и до 19 лет.

## Личная жизнь
Его отец Асанда Сишуба был профессиональным южноафриканским футболистом.